# Exorista intermedia
Exorista intermedia är en tvåvingeart som beskrevs av Chao och Liang 1992. Exorista intermedia ingår i släktet Exorista och familjen parasitflugor.
Artens utbredningsområde är Sichuan (Kina). Inga underarter finns listade i Catalogue of Life.